# .pe
.pe – domena internetowa przypisana do Peru (ccTLD) i jest zarządzana przez Red Cientifica Peruana (RCP), gdzie IANA zatwierdziła go w roku 1991.

## Domeny drugiego poziomu
- edu.pe: instytucje edukacyjne
- gob.pe: rząd
- nom.pe: osoby
- mil.pe: wojsko
- sld.pe: zdrowie
- org.pe: organizacje
- com.pe: podmioty komercyjne
- net.pe: dostawcy sieci